# Kostanjica
Kostanjica este un sat din comuna Kotor, Muntenegru. Conform datelor de la recensământul din 2003, localitatea are 127 de locuitori (la recensământul din 1991 erau 151 de locuitori).

## Demografie
În satul Kostanjica locuiesc 111 persoane adulte, iar vârsta medie a populației este de 44,4 de ani (39,9 la bărbați și 48,7 la femei). În localitate sunt 51 de gospodării, iar numărul mediu de membri în gospodărie este de 2,49.
Populația localității este foarte eterogenă.
|  |

| Demografie | Demografie | Demografie |
| An         | Locuitori  | Locuitori  |
| ---------- | ---------- | ---------- |
|            |            |            |
|            |            |            |
|            |            |            |
|            |            |            |
| 1948       | 215        |            |
| 1953       | 227        |            |
| 1961       | 223        |            |
| 1971       | 179        |            |
| 1981       | 186        |            |
| 1991       | 151        | 144        |
| 2003       | 137        | 127        |

| \| Componența etnică conform recensământului din 2003[2] \| Componența etnică conform recensământului din 2003[2] \| Componența etnică conform recensământului din 2003[2] \| Componența etnică conform recensământului din 2003[2] \| Componența etnică conform recensământului din 2003[2] \| \| ----------------------------------------------------- \| ----------------------------------------------------- \| ----------------------------------------------------- \| ----------------------------------------------------- \| ----------------------------------------------------- \| \| \| \| \| \| \| \| Muntenegreni \| Muntenegreni \| \| 49 \| 38,58% \| \| Sârbi \| Sârbi \| \| 34 \| 26,77% \| \| Croați \| Croați \| \| 7 \| 5,51% \| \| Iugoslavi \| Iugoslavi \| \| 3 \| 2,36% \| \| Italieni \| Italieni \| \| 2 \| 1,57% \| \| Macedoneni \| Macedoneni \| \| 1 \| 0,78% \| \| necunoscută \| necunoscută \| \| 0 \| 0% \| |              |  |    |        |
| Componența etnică conform recensământului din 2003 |              |  |    |        |
| |              |  |    |        |
| Muntenegreni | Muntenegreni |  | 49 | 38,58% |
| Sârbi | Sârbi        |  | 34 | 26,77% |
| Croați | Croați       |  | 7  | 5,51%  |
| Iugoslavi | Iugoslavi    |  | 3  | 2,36%  |
| Italieni | Italieni     |  | 2  | 1,57%  |
| Macedoneni | Macedoneni   |  | 1  | 0,78%  |
| necunoscută | necunoscută  |  | 0  | 0%     |